# Die beiden Pädagogen
Die beiden Pädagogen (De två pedagogerna) är ett tyskt Sångspel i en akt med musik av Felix Mendelssohn och libretto av Johann Ludwig Casper efter komedin Les deux précepteurs, ou Asinus asinam fricat av Eugène Scribe.
Mendelssohn var endast tolv år när han tonsatte Caspers version av Scribes komedi. Musiken följer standarsmönstret för ett Sångspel men uppvisar en definitiv förståelse och en kompetent hantering av stereotypa situationer vilka resulterar i några effektfulla karaktärer (då särskilt pedanten Kinderschreck). 
Die beiden Pädagogen hade premiär vid en privat tillställning i Mendelssohns hem i Hamburg någon gång 1822. Den första moderna premiären ägde rum den 27 maj 1962 på Komische Oper Berlin.